# Аральская ископаемая фауна
Аральская ископаемая фауна — олигоценовое захоронение. Открыто в 1925 году, вблизи села Акеспе, на северном побережье Аральского моря. Раскопки производились экспедициями Палеонтологического института АН СССР (1930-е годы) и Института зоологии АН Казахстана (1952, 1966, 1981, 1990—1991). Обнаружены ископаемые остатки крота, грызунов, хищных, непарнокопытных, сухопутных черепах. Возраст ископаемых около 25—26 млн. лет.